# Eber

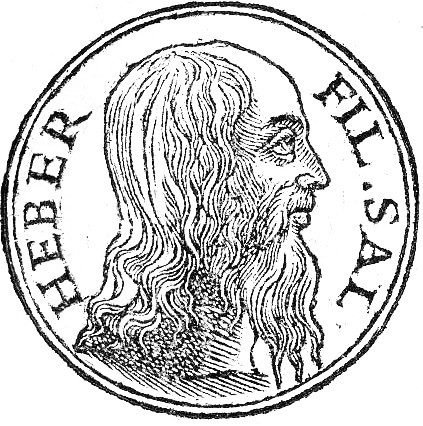
Eber

Eber (in ebraico עֵבֶר‎?) è un personaggio biblico post-diluviano, dal quale discenderebbero gli Ebrei.
Pronipote attraverso Sem di Noè, che nel calendario ebraico sarebbe morto 2006 anni dopo la Creazione, Eber viene ricordato come figlio di Sela e padre di Peleg. Visse 464 anni, essendo nato secondo la tradizione biblica 1721 anni dopo la Creazione ed essendo morto 2185 anni dopo la Creazione.

Da Eber deriva il termine ebreo, utilizzato per la prima volta come epiteto di Abramo in Genesi 14,13. Eber sarebbe stato ancora in vita quando nacquero alcuni dei figli di Giacobbe.
Nella Genesi Ioctan è menzionato come secondo dei figli di Eber (10,21).

## Leggende su Eber
- Secondo la tradizione ebraica Eber avrebbe rifiutato di prendere parte alla costruzione della torre di Babele, ragion per cui la lingua di Eber e dei suoi discendenti non si sarebbe confusa; pertanto secondo questa leggenda la lingua ebraica sarebbe la lingua originaria dell'umanità.[4]
- Nella letteratura del Midrash Eber è considerato come profeta ed uno dei primi annunciatori di Dio, dal quale avrebbero imparato Abramo e Giacobbe.[5]
- Eber è sincretisticamente identificato col profeta Hud, annunciatore di Dio agli arabi Qahtanidi.